# تارکرم بورگس
تارکرم بورگس (نام علمی: Burgessochaeta) نام یک سرده از رده پرتاران است.